# Сільський округ (Сьєрра-Леоне)
Сільський округ (англ. Rural District) — один із 2 округів Західної області Сьєрра-Леоне. Адміністративний центр — місто Ватерлоо. Округ розташований в основі півострова і двічі має вихід до Атлантичного океану.

## Населення
Населення округу становить 444270 осіб(2015; 174249 у 2004, 84467 в 1985, 40065 в 1974, 67106 в 1963).

## Історія
До 2009 року центром округу була столиця країни Фрітаун.

## Адміністративний поділ
У адміністративному відношенні округ складається з 4 вождівств:
| № | Назва    | Оригінальна назва | Площа, км² | Населення, осіб (2004) | Населення, осіб (2015) | Адміністративний центр |
| - | -------- | ----------------- | ---------- | ---------------------- | ---------------------- | ---------------------- |
| 1 | Ватерлоо | Waterloo Rural    | 166,1      | 77 791                 | 213 778                | Ватерлоо               |
| 2 | Гора     | Mountain Rural    | 38,8       | 9 925                  | 30 488                 | Реджент                |
| 3 | Йорк     | York Rural        | 241,7      | 63 537                 | 129 581                | Йорк                   |
| 4 | Коя      | Koya Rural        | 168,6      | 22 996                 | 70 423                 | Ньютон                 |

## Господарство
Так як округ є приміською зоною столиці, то найбільшого розвитку тут набуло сільське господарство та торгівля.